# 新潟県企業局
新潟県企業局（にいがたけんきぎょうきょく）は、新潟県が運営している地方公営企業。電気事業、工業用水道事業、工業用地造成事業を行っている。

## 事業

### 電気事業
以下の水力発電所と太陽光発電所を所有・管理している。
- 三面発電所
- 猿田発電所
- 胎内第一発電所
- 胎内第二発電所
- 笠堀発電所
- 高田発電所
- 田川内発電所
- 胎内第三発電所
- 奥三面発電所
- 新高田発電所
- 刈谷田発電所
- 胎内第四発電所
- 広神発電所
- 太陽光発電所

### 工業用水道事業
- 上越工業用水道
- 新潟臨海工業用水道
- 栃尾工業用水道

### 工業用地造成事業
- 新潟県東部産業団地 - 新潟県阿賀野市かがやき
- 新潟県中部産業団地 - 新潟県見附市新幸町
- 新潟県南部産業団地 - 新潟県上越市石橋新田、頚城区上吉・下吉・西福島
- 新潟東港工業地帯 - 新潟県北蒲原郡聖籠町網代浜・蓮潟